# Katastrofa lotu China Airlines 140

Rozmieszczenie miejsc w samolocie

Katastrofa lotu China Airlines 140 wydarzyła się 26 kwietnia 1994 roku w Japonii. Airbus A300 należący do linii China Airlines, lecący z Tajpej do Nagoi, rozbił się podczas podejścia do lądowania. W wyniku katastrofy śmierć poniosły 264 osoby, a 7 w stanie ciężkim trafiło do szpitala.

## Samolot
Katastrofie uległ Airbus A300B4-622R (numer seryjny: 580) wyprodukowany w 1991 roku. W chwili katastrofy samolot miał na swoim koncie 8572 godziny i 12 minut lotu.

## Załoga
Na czele piętnastoosobowej załogi stał kapitan – 42-letni Wang Lo-Chi. Kapitan pracował w chińskich liniach lotniczych od pięciu lat, w powietrzu spędził 8340 godzin i 19 minut. Pomagał mu drugi pilot – 26-letni Chuang Meng-Jung, mający na swym koncie wylatane 1624 godziny i 11 minut lotu.
Obsługą kabiny pasażerskiej zajmowało się 13 członków załogi – 11 stewardes i 2 stewardów w wieku od 23 do 54 lat.

## Pasażerowie
Na pokładzie samolotu znajdowało się 256 pasażerów, w tym dwoje niemowląt. 153 spośród nich to obywatele Japonii.

## Przebieg wydarzeń
Samolot Airbus A300B4-622R linii China Airlines wystartował z lotniska Tajpej z 271 osobami na pokładzie (256 pasażerów i 15 członków załogi) o godzinie 17:53 czasu lokalnego. Lot według przyrządów (IFR) zaplanowany był na 2 godziny i 18 minut przy prędkości przelotowej 465 węzłów.
O godzinie 18:14 samolot osiągnął poziom lotu FL330 (33 000 stóp) i kontynuował lot do Nagoi zgodnie z planem lotu. Po godzinie i 33 minutach lotu maszyna, sterowana przez drugiego pilota, była gotowa do obniżenia pułapu do poziomu lotu FL210 (21000 stóp). Kapitan poinstruował drugiego pilota na temat podchodzenia do lądowania. Po 11 minutach załoga nawiązała kontakt radiowy z kontrolą zbliżania w Nagoi, po czym przystąpiła do zniżania oraz redukcji prędkości, za zgodą wieży kontroli.
O 20:04 załoga została poinstruowana przez wieżę kontroli, aby wykonać zakręt w lewo na kurs 010°. 3 minuty później piloci zgłosili gotowość do podejścia ILS na pas 34 i zostali poproszeni o nawiązanie kontaktu z wieżą lotniska Nagoja. O godzinie 20:11 drugi pilot nakazał wyłączenie autopilota, zamierzając przeprowadzić lądowanie samodzielnie.
O godzinie 20:14 drugi pilot nieuważnie włączył tryb przejścia na drugie okrążenie, który poskutkował zwiększeniem ciągu. Nie udało się dokładnie ustalić, dlaczego pilot popełnił ten błąd: komisja śledcza podała dwie możliwości – drugi oficer pomylił dźwignię trybu TOGA (Take-Off/Go-Around) z dźwignią sterującą automatem regulacji ciągu (autothrottle), lub przypadkiem nacisnął dźwignię podczas operowania przepustnicami samolotu. Kapitan ostrzegł drugiego pilota, że ten włączył tryb go around i nakazał jego wyłączenie. Samolot wyrównał na około 15 sekund. Następnie kapitan nakazał skorygowanie ścieżki schodzenia, która znajdowała się za wysoko.
Pierwszy oficer ręcznie zredukował ciąg i pchnął stery do przodu, próbując wymusić opuszczenie nosa maszyny i powrót na właściwą ścieżkę schodzenia; jednak włączenie trybu TOGA (który pozostał włączony aż do momentu zderzenia z ziemią) spowodowało uruchomienie się autopilota, który postępował zgodnie z procedurą drugiego okrążenia – ponownie zwiększył ciąg i poderwał nos do góry. Załoga wyłączyła autopilota i próbowała ponownie wprowadzić samolot na właściwą ścieżkę podejścia, jednak na wysokości 570 stóp włączyło się dodatkowe zabezpieczenie – samolot zaczął zwiększać prędkość i unosić nos do góry, choć piloci za pomocą sterów próbowali wymusić opuszczenie nosa samolotu.
Kapitan przejął kontrolę i przestawił ster wysokości w skrajne położenie, próbując zmusić samolot do powrotu na ścieżkę schodzenia. Autopilot przeciwdziałał temu, unosząc nos maszyny. Prędkość samolotu szybko spadała, doszło do przeciągnięcia. Kapitan próbował naprawić błąd, ale było za późno, maszyna znajdowała się na zbyt małej wysokości.
O godzinie 20:15:45 nastąpiło (poprzedzone alarmami GPWS) uderzenie maszyny o ziemię.

## Po katastrofie
- 3 maja 1994 Civil Aeronautics Administration (CCA) nakazała China Airlines zmodyfikowanie komputerów pokładowych zgodnie z zaleceniami Airbusa, a także przeprowadzenie dodatkowych treningów oraz ponowną ocenę sprawności pilotów Airbusów A300 600R[3];

- Bliscy ofiar i poszkodowanych w katastrofie wytoczyli proces o odszkodowanie przeciwko China Airlines oraz konsorcjum Airbus. W grudniu 2003 sąd pierwszej instancji w Nagoi nakazał liniom lotniczym wypłacenie 5 mld jenów 232 osobom, a Airbusa oczyścił z zarzutów[4];

- W kwietniu 2007 linie China Airlines oficjalnie przeprosiły za wypadek;

- Po katastrofie numery lotów 140 i 141 zostały zmienione na 150 i 151;
- W październiku 2018 w Polsce ukazał się odcinek z serii "Katastrofa w przestworzach" pt. "Przerwane Lądowanie", w którym ukazano katastrofę lotu 140.